# Tommy Hayes
Tommy Hayes is een van de bekendste Ierse bodhránspelers. Hij is afkomstig uit Kildino, County Limerick, Ierland. Hij trad op onder andere met Altan, Stockton's Wing, Riverdance, Paul Brock, Gerry O' Connor en Eileen Ivers. Hij produceerde in 1995 een video voor het leren spelen op de bodhrán, bones en spoons.
Hij componeerde de muziek voor de Tibetaanse film Windhorse uit 1998 van Paul Wagner.

## Discografie
- An Ras
- A Room in the Night
- Eileen Ivers
- Altan: Harvest Storm, 1991
- Altan: Island Angel, 1993
- Best of Altan
- Notes from my Mind, met Seamus Connoly
- A Week in January, met Seamus Connoly
- Stockton's Wing: Take a Change, 1980
- Stockton's Wing: Light in the Western Sky, 1982
- No Place like Home, met Gerry O'Connor, 2004
- Riverdance, 2005
- Humdinger, Paul Brock & Enda Scahill
- On the Bright Road, met Lynn Saoirse & Barbara Callan